# Las Pastillas del Abuelo
Las Pastillas del Abuelo es una banda de rock argentino formada en el año 2002. Su sonido se caracteriza por continuar la línea de lo que se llamó, en los años 90, el "rock barrial", esto es, un sonido de rock simple e incorporando elementos procedentes de la murga y otras expresiones de la música popular.

## Biografía

### Primeros años
La banda se inició en el 2002. La fama del grupo comenzó con el demo "El Sensei", una canción con letra de tinte humorístico sobre un joven a quien en el barrio llaman sensei por sus distintas "habilidades" a la hora de armar y fumar un cigarrillo de marihuana. La canción no fue incluida en ninguno de sus discos pero, en formato de demo acústico, sonó mucho y con mucho éxito en un espacio radiofónico ("El Bombardeo del Demo" del programa "Day Tripper" de la Rock & Pop), que les permitía a las bandas under darse a conocer. Como consecuencia de esto la banda llegó a ser conocida antes de publicar su primer material discográfico, al punto de que al momento de dar su primer recital importante, el 31 de mayo de 2002, ya se hizo presente un grupo de seguidores con banderas e identificados por un nombre "de hinchada", y desplegando todo el comportamiento típico de los grupos de seguidores fieles de las bandas de rock barrial. 
La inusual circunstancia de que una banda sin material discográfico y casi sin haber tocado en vivo pueda generar este tipo de seguimiento se ha intentado explicar diciendo que "La 20", como se llama el club de fanes, habría estado inicialmente compuesto por compañeros de colegio de los integrantes de la banda, de la Escuela Normal Mariano Acosta.

### 2005:Por Colectora
En septiembre de 2005 grabaron su primer disco, al que denominaron "Por colectora". El álbum contiene doce temas, y es un botón de muestra del estilo que desde los años '90 se denomina "rock barrial", tanto en su fórmula musical como en la temática de sus letras.
En "El bombardeo del demo" del programa "Day Tripper" de la FM Rock&Pop fueron elegidos, por el voto de los oyentes, para tocar en la sala "La Trastienda" con otras dos bandas, Capaudaz y Nagual, para que una de las tres tocara en el Pepsi Rock 2005 mediante el voto de un jurado. Las Pastillas del Abuelo ganaron y se presentaron en el Escenario 2.
Después de eso tocaron en el festival "Gesell Rock 2006", e hicieron dos fechas dobles en "El Teatro" de Colegiales, en Buenos Aires, la primera entre marzo y abril y la segunda los días 16 y 18 de junio de 2006. El 26 de septiembre se presentaron en Obras en el marco del "Pepsi Music" junto a No Te Va Gustar. 

### 2006-09:Las Pastillas del AbueloyCrisis
Para el segundo disco de la banda, la producción artística estuvo a cargo de Martín "Tucán" Bosa y la producción de guitarras por Daniel "Piti" Fernández y fue grabado en los estudios Circo Beat, Tucansonic y Tres Elementos. Por su cubierta, los fanes suelen referirse a él como "el Disco Rojo". El disco fue presentado en "El Teatro" de Colegiales, y durante el resto de 2006 y principios de 2007 hubo recitales en diversas  ciudades de la Argentina. En mayo de 2007 se presentó en el sitio YouTube el primer videoclip, correspondiente a la canción "Oportunistas".
Continuaron las actuaciones en toda Argentina hasta que el 11 de abril de 2008 dieron su primer show en el Luna Park, lo que puede ser considerada su primera fecha masiva. En julio de ese año aparece su tercer disco titulado Crisis cuyo lanzamiento se llevó a cabo en el estadio Malvinas Argentinas del Club Argentinos Juniors. Una característica del álbum es que la mayoría de las canciones llevan por títulos enunciados interrogativos, como ser ¿De dónde vengo», «¿Hacia dónde voy?»,  «¿Qué es Dios?», «¿Qué carajo es el amor?», «¿Qué pretendo no saber?», «¿Quiero tener razón o ser feliz?», etc.
En enero de 2009 se llevó a cabo el show propio más multitudinario de la banda hasta ese momento: fue en el Parque Roca de Buenos Aires ante 17 000 personas. En mayo y agosto se hicieron presentaciones en Montevideo, siendo su primera salida a tocar en el exterior.

### 2010: Cosquín yVersiones
En 2010 ,tocaron en el festival Cosquín Rock, y el 26 y 27 de marzo realizaron dos conciertos consecutivos en el estadio Luna Park, a los que se denominó "las dos lunas de Las Pastillas". En junio de ese año se grabó en vivo el disco "Versiones" en los estudios del programa radial ¿Cuál es?. Ese disco se presentó luego en el estadio Malvinas Argentinas del club Argentinos Juniors los días 17 y 18 de septiembre. El arte de tapa estuvo a cargo de la ONG "Yo no fui", compuesta por reclusas del penal de Ezeiza que intentan rehacer su camino a través del trabajo creativo.
En abril de 2011 Las Pastillas del Abuelo viajaron a México, y se presentaron en el Vive Latino en el DF y también en Puebla, Veracruz, Toluca, Cuernavaca y Condesa. A su regreso comenzaron los ensayos para grabar nuevo disco, interrumpidos para tocar en Asunción (Paraguay), hacer dos shows los días 2 y 3 de julio en el estadio Luna Park, y uno en la ciudad de Santiago de Chile dos meses después.

### 2011-13:Desafíos
"Desafíos" es el título del quinto álbum de la banda. Fue editado en el año 2011 y la banda lo considera una "obra conceptual" que, en su opinión, se complementaría con su antecesor, "Crisis", de 2008. Participan músicos invitados como León Gieco, en voz y armónica; Mario Gusso en percusión; Matías Traut en trombones; y Guillermo “Guito” Daverio en contrabajo. Contiene 13 canciones grabadas en los estudios Yuno bajo la producción de Gustavo Iglesias y Hernán Martín. El disco fue grabado durante los meses de julio y agosto de ese año en el estudio Yuno y en la sala que se inunda por Guillermo Guito Daverio y Daniel De Vita. Fue mezclado en Yuno por Gustavo Iglesias y masterizado por Pablo López Ruíz en 3.3.2 Studio. Fue lanzado por el sello "Crack Discos".
A fin de 2012 participaron del Caminatón 2 km por Sida, un show itinerante en el que la banda, a bordo de un camión, recorrió con su música las avenidas Callao y Corrientes hasta llegar al Obelisco.
En el año 2013 volvieron a presentarse en el Cosquín Rock y, por primera vez ,en la semana de la cerveza en Paysandú en el marco de la semana de turismo en Uruguay, para luego realizar otro show propio en el Luna Park. Desde ese momento y hasta fines de 2014 siguieron tocando por toda la Argentina y países limítrofes.

### 2014:El Barrio en sus Puños
En el año 2014 Las Pastillas del Abuelo mostraron al público una propuesta diferente: se hicieron 13 shows con lleno total en La Trastienda, barrio de Monserrat, de la ópera rock "El barrio en sus puños", con canciones musicalizadas por la banda sobre poemas de Alberto Sueiro. Es una obra conceptual que retoma en 12 canciones la vida y obra del ya fallecido boxeador argentino Ringo Bonavena. Si bien el disco se centra de sus inicios, desarrollo, acontecimientos importantes y su trágico final, también hace referencia a otros personajes de la época como el bandoneonista Aníbal Troilo, el boxeador Víctor Galíndez y hasta a Luis Alberto Spinetta y Lito Nebbia, dos íconos del rock argentino. Musicalmente, la banda intenta ampliar su paleta de sonidos, incorporando elementos y sonidos característicos del Blues (en la canción de apertura "Nació Bonavena") y del Tango, destacadamente en los temas "El Héroe" o "Las Crónicas del Domingo". El disco fue presentado como un disco conceptual en formato de Ópera Rock en Teatro Ciego. La idea central de la propuesta es que la ausencia de la vista potenciaría lo percibido por los demás sentidos, y crearía en el público una sensación diferente al relacionar la música con aromas.

### 2015-19:Paradojas,Vivo de Pastillasy éxito comercial
El 23 de octubre de 2015 sale a la venta Paradojas. Lejos de la apertura estilística de El Barrio en sus puños, se trata de un álbum continuación de los mucho más convencionales Crisis y Desafíos. La banda lo dedica, en el arte interior, "En memoria del Negro García López", el fallecido guitarrista del rock argentino, célebre por tocar junto a La Torre y Charly García.
El 2016 la agrupación continuó la presentación del álbum por su país con el recital más convocante de su historia en abril en el cual tocan y estrenan temas del nuevo disco en el estadio de Ferro con una asistencia de 25.000 personas aproximadamente y con posteriores presentaciones en La Habana, Cancún, México D.F, Asunción, Santiago de Chile y Lima. Después de eso realizaron otras dos presentaciones en el Estadio Luna Park en los meses de julio y octubre, como también un recital en el estadio DirecTV Arena a principios de diciembre, con una novedosa "escenografía 360", con público detrás del escenario. 
En 2017 fueron la banda de cierre de la nueva edición del mítico festival BA Rock que volvió a realizarse ese año. Paradojas ha sido el álbum comercialmente más exitoso de la banda hasta el momento, consiguiendo llegar al Disco de Platino. En noviembre de ese mismo año, la banda lanza su material "Vivo de Pastillas: Locura y Realidad", un doble CD/DVD que contenía grabaciones extraídas de los shows en el Estadio Arquitecto Ricardo Etcheverri (Ferro) y el show en el DirectTV Arena del mismo año, convirtiéndose así en el primer material audiovisual oficial de la banda. Tras ello fueron contratados para presentaciones en vivo en España.
Los años 2018 y 2019 de la banda fueron con recitales multitudinarios con la carta de presentación de Vivo de Pastillas: Locura y Realidad, y comentaron que estaban preparando un disco para el año 2020. En esos años la mayoría de integrantes de la banda fueron padres, por lo que su actividad fue reducida pero exitosa.

### 2020-presente:2020, 20 años de trayectoria y shows
El 12 de noviembre de 2020, publicaron su noveno disco profesional titulado 2020 el cual venían preparando hace años, dado que se encontraba en curso la Pandemia de COVID-19 fue presentado vía streaming en el Movistar Arena de Buenos Aires. También repasaron clásicos como «Rompecabezas de Amor...», «Hasta acá nos ayudo dios», «¿Qué es Dios?», entre otros.

## Estilo
En entrevistas, los músicos de la banda han manifestado sentirse influidos por varias bandas del entorno local y rioplatense, principalmente: Jaime Ross, La Vela Puerca, No Te Va Gustar, Ruben Rada, Patricio Rey y sus Redonditos de ricota y Spinetta Jade. Por parte de las líricas,  Juan Germán Fernández, principal compositor de la banda, dice haber sido muy influenciado por las letras de Joaquín Sabina y José Carbajal.
A pesar de estas declaraciones periodísticas, tanto por el sonido como por la temática de sus canciones, su estilo ha sido identificado con el género de rock barrial (género nacido en la década de 1990 que contiene fusiones con candombe, murga, y otros géneros populares) del que Las Pastillas del Abuelo son un exponente tardío pero conservando todas sus características esenciales. Esta caracterización ha sido reafirmada por la crítica de rock, tanto de Argentina como del exterior en las ocasiones en que actuó en otros países. Si bien no fue negada, esa identificación ha sido relativizada por los miembros de la banda.

## Discografía
| Título                          | Fecha de publicación | Discográfica |
| ------------------------------- | -------------------- | ------------ |
| Las Pastillas del Abuelo - Demo | 2003                 | Discos Crack |
| Por Colectora                   | 2005                 | 007 Records  |
| Las Pastillas del Abuelo        | 2006                 | Discos Crack |
| Acústico                        | 2007                 | Discos Crack |
| Crisis                          | 2008                 | Discos Crack |
| Versiones                       | 2010                 | Discos Crack |
| Desafíos                        | 2011                 | Discos Crack |
| El Barrio en sus puños          | 2014                 | Discos Crack |
| Paradojas                       | 2015                 | Discos Crack |
| El Sensei                       | 2018                 | Discos Crack |
| 2020                            | 2020                 | Discos Crack |

## DVD
| Título                               | Fecha de Publicación | Discográfica |
| ------------------------------------ | -------------------- | ------------ |
| Vivo de Pastillas: Locura y Realidad | 2017                 | Discos Crack |

## Canciones individuales
La banda tiene temas que no fueron incluidos en ningún disco (excepto el compilado "Acústico") al utilizarse pocos instrumentos, pero que también fueron aceptados positivamente por sus fanes son:
- «Algo de vos»
- «Almagro-Haedo»
- «Ama a quien llora por ti»
- «Bocha»
- «Contradicción»
- «El country de la soledad»
- «El cowboy»
- «Cuántas veces?»
- «Después»
- «Disculpe señor»
- «La doctora II»
- «La casada»
- «Enrique IV»
- «Enrique IV v2»
- «Envuelto en soledad»
- «Esperándome»
- «El fitito colorado»
- «Hechicera del alma»
- «El hombre mosca»
- «José»
- «Listas Sabanas»
- «Loco por volverla a ver»
- «Lo mas lindo»
- «Me han dicho»
- «Mi genio amor»
- «Mi mama y mortadela»
- «Mira la luz por mi»
- «Muchas cosas»
- «Negro»
- «Princesa-Se equivocó Joaquín»
- «Qué es Dios?»
- «Quién sabe?»
- «El ratón»
- «Recuerdos»
- «La rosarina»
- «Sabina y Piazzolla»
- «El sensei»
- «Sólo en sueños»
- «Sólo te pido»
- «Vida de estafador»